# Resolutie 842 Veiligheidsraad Verenigde Naties
Resolutie 842 van de Veiligheidsraad van de Verenigde Naties werd unaniem door de VN-Veiligheidsraad aangenomen op 18 juni 1992, en breidde de UNPROFOR-vredesmacht uit in Macedonië.

## Achtergrond
In 1980 overleed de Joegoslavische leider Tito, die decennialang de bindende kracht was geweest tussen de zes deelstaten van het land. Na zijn dood kende het nationalisme een sterke opmars, en in 1991 verklaarde onder meer Macedonië zich onafhankelijk. In tegenstelling tot andere delen van Joegoslavië bleef het er vrij rustig, tot 2001, toen Albanese rebellen in het noorden, aan de grens met Kosovo, in opstand kwamen. Daarbij werden langs beide zijden grof geweld gebruikt, en stond het land op de rand van een burgeroorlog. De NAVO en de EU kwamen echter tussen, en dwongen een akkoord af.

## Inhoud
De Veiligheidsraad:
- Bevestigt resolutie 743 en volgende over UNPROFOR.
- Herinnert specifiek aan resolutie 795 die de aanwezigheid van UNPROFOR in Macedonië toestond.
- Verwelkomt UNPROFOR's bijdragen aan de stabiliteit in Macedonië.
- Wil inspanningen om de situatie vreedzaam op te lossen steunen.
- Waardeert het aanbod van een lidstaat[1] om bijkomend personeel bij te dragen aan UNPROFOR in Macedonië en het gunstige antwoord van die laatste.

1. Verwelkomt het aanbod en beslist UNPROFOR uit te breiden met dat personeel.
2. Besluit op de hoogte te blijven.

## Verwante resoluties
- Resolutie 836 Veiligheidsraad Verenigde Naties
- Resolutie 838 Veiligheidsraad Verenigde Naties
- Resolutie 843 Veiligheidsraad Verenigde Naties
- Resolutie 844 Veiligheidsraad Verenigde Naties

Lijst ·  800 ·  801 ·  802 ·  803 ·  804 ·  805 ·  806 ·  807 ·  808 ·  809 ·  810 ·  811 ·  812 ·  813 ·  814 ·  815 ·  816 ·  817 ·  818 ·  819 ·  820 ·  821 ·  822 ·  823 ·  824 ·  825 ·  826 ·  827 ·  828 ·  829 ·  830 ·  831 ·  832 ·  833 ·  834 ·  835 ·  836 ·  837 ·  838 ·  839 ·  840 ·  841 ·  842 ·  843 ·  844 ·  845 ·  846 ·  847 ·  848 ·  849 ·  850 ·  851 ·  852 ·  853 ·  854 ·  855 ·  856 ·  857 ·  858 ·  859 ·  860 ·  861 ·  862 ·  863 ·  864 ·  865 ·  866 ·  867 ·  868 ·  869 ·  870 ·  871 ·  872 ·  873 ·  874 ·  875 ·  876 ·  877 ·  878 ·  879 ·  880 ·  881 ·  882 ·  883 ·  884 ·  885 ·  886 ·  887 ·  888 ·  889 ·  890 ·  891 ·  892